# Benjamin Briggs
Pour les articles homonymes, voir Briggs.
Benjamin Spooter Briggs, né le 24 avril 1835 et disparu en novembre 1872, est un marin américain. En 1872, il reçut le commandement de la Mary Celeste, navire qui disparut mystérieusement avec son équipage. Le devenir de ces hommes reste pour l'instant une énigme maritime importante.
À bord de la Mary Celeste, outre l'équipage, se trouvaient deux passagers : Sarah Briggs, la femme de Benjamin et sa fille Sophia Mathilda, âgée de deux ans. Il avait également un jeune fils, Arthur, resté au pays.
Benjamin Briggs était un marin expérimenté, respectable et profondément attaché à la religion.